# 井口毅
井口 毅（いのくち たけし）は朝日放送テレビコンテンツプロデュース局長。
神戸大学文学部哲学科卒業後、1993年に朝日放送へ入社、制作局・テレビ制作部に在籍、2002年に東京支社・制作部に異動し、2018年5月末まで東京支社制作のチーフプロデューサー・プロデューサー、2018年6月1日からABCリブラに出向し東京支社制作部長、2021年4月1日付で朝日放送テレビコンテンツビジネス局長（局次長待遇）に、2022年4月1日付で朝日放送テレビコンテンツプロデュース局長に就任。

## 主な担当番組

### レギュラー
- 清貧テレビ（ディレクター）
- 純情学園男組（ディレクター）
- さんまVS星野!笑いと涙の日本シリーズスペシャル・2時間しゃべりたおし（総合演出）
- 大改造!!劇的ビフォーアフター（プロデューサー）
- 最終警告!たけしの本当は怖い家庭の医学（2005年〜2008年8月までは、プロデューサー）
- 近未来×予測テレビ ジキル&ハイド（プロデューサー）
- たけしの健康エンターテインメント!みんなの家庭の医学（チーフプロデューサー）
- Oh!どや顔サミット（チーフプロデューサー）
- 人生で大事なことは○○から学んだ（チーフプロデューサー）
- ポツンと一軒家（チーフプロデューサー）
- 相席食堂（プロデューサー）
- ジャンクSPORTS（プロデューサー、フジテレビ）
- 魚が食べたい!〜地魚さがして3000港〜（プロデューサー、BS朝日））
- そんなコト考えた事なかったクイズ!トリニクって何の肉!?（プロデューサー）
- これって私だけ?（プロデューサー）

### スペシャル
- さんまの駐在さん（ディレクター）
- さんま&槇原敬之の世界に一つだけの歌 → さんま&EXILEの世界に一つだけの歌（プロデューサー）
- ビートたけしが新解釈!ニッポン人の現代史「つづく。で終る物語」（チーフプロデューサー）
- 芸能界ワイドショー家族No.1決定戦（チーフプロデューサー）
- 芸能界!日本語王トーナメント ボキャブラリー（チーフプロデューサー）
- 明石家さんまのコンプレッくすっ杯（チーフプロデューサー）
- 大改造!!劇的ビフォーアフター（プロデューサー→チーフプロデューサー）
- 平成生まれ3000万人! そんなコト考えたことなかったクイズ!（チーフプロデューサー→プロデューサー）
- 芸能人格付けチェック（チーフプロデューサー→プロデューサー）
- ロケ芸人最強決定戦 外王（プロデューサー、フジテレビ）